# Vladímir Rébikov
Vladímir Rébikov (Krasnoiarsk, Sibèria, Rússia, 19 de maig de 1866 - Ialta, Crimea, Rússia, 1 d'octubre de 1920) fou un compositor rus.
Estudià al Conservatori de Moscou i després a Berlín. El 1897 fundà l'Associació de compositors russos i fins al 1902 fou director de la sucursal de la Societat Imperial russa de música de Chișinău, (Moldàvia), traslladant més tard la seva residència a Berlín i després a Viena.
La majoria de les obres de Rébikov són d'una extravagància rebuscada en la qual no es veu el temperament d'un innovador, sinó més aviat el desig de cridar l'atenció.
La seva producció és nombrosa i variada, havent de citar composicions per a piano, cors a 4 veus mixtes, música d'escena per diversos drames (En mig de la tempesta, L'arbre de Nadal, Thea, etc.) que el mateix autor qualifica de psicològiques, Escenes líriques, sense paraules i amb només el concurs de la música i de la mímica, lieder, també amb acompanyament de mímica, i l'òpera Narcis.